# Hastula denizi
Hastula denizi é uma espécie de gastrópode do gênero Hastula, pertencente a família Terebridae.